# Nilma
Nilma – miasto w Australii, w stanie Wiktoria.